# Робин Гуд (фильм, 1991)
«Робин Гуд» (англ. Robin Hood) — британский телевизионный художественный фильм 1991 года режиссёра Джона Ирвина с участием Патрика Бергина и Умы Турман. В США фильм появился сразу в эфире телеканала Fox. Также он был выпущен в кинотеатрах в нескольких странах Европы и в других местах, в том числе в Австралии, Новой Зеландии и Японии.
Ещё один фильм на тему той же хорошо известной истории Робина Гуда был выпущен в прокат в том же году — «Робин Гуд: Принц воров», голливудский блокбастер с гораздо большим бюджетом и участием таких звезд как Кевин Костнер.
Некоторые линии сюжетной основы фильма совпадают с известным боевиком 1938 года «Приключения Робина Гуда», сосредоточившись на борьбе между нормандцами и англосаксами. В подробностях, однако, между этими двумя версиями имеются различия.

## Сюжет
Фильм 1991 года начинается, когда мельник, занимающийся браконьерством на землях, принадлежащих королю Англии, обнаружен охотниками во главе с жестоким рыцарем сэром Майлсом Фолкейнетом (Юрген Прохнов). Мельник бежит из охотничьих угодий, пока не сталкивается с саксонским эрлом Робертом Хоудом (Патрик Бергин) и его другом Уиллом. Мельник умоляет о помощи, поскольку подоспевшие нормандцы угрожают выколоть ему глаза. Прежде чем они смогли осуществить своё намерение, Хоуд (по просьбе Уилла) останавливает их. Фолкейнет приходит в ярость и требует, чтобы Хоуд был наказан местным бароном Роджером Дагером (Йерун Краббе).
Дагер является другом Роберта и первоначально назначил легкое наказание, но Хоуд чувствует себя преданным, оскорбляет Дагера и в итоге объявлен вне закона. Он бежит в Шервудский лес, встречает Маленького Джона и Весёлых Разбойников и под именем Робина Гуда берет в руки оружие, чтобы бороться против нормандской знати. Робин также влюбляется в племянницу Дагера — Мариан (Ума Турман), которая была обещана Фолкейнету, и кульминация фильма — нападение на замок Ноттингем, чтобы остановить свадьбу. В отличие от многих современных версий истории, король Ричард не появляется в конце, а вместо этого Дагер мирится с Робин Гудом и обещает будущее, где англосаксы и нормандцы будут равны.

## В ролях
- Патрик Бергин — сэр Роберт Хоуд / Робин Гуд
- Ума Турман — Мариан
- Юрген Прохнов — сэр Майлс Фолкейнет
- Эдвард Фокс — принц Джон
- Йерун Краббе — барон Роджер Дагер
- Оуэн Тил — Уилл Скарлетт
- Дэвид Моррисси — Маленький Джон
- Джефф Наттолл[англ.] — отец Тук
- Дэнни Уэбб[англ.] — Мельник
- Каролин Бекхаус — Николь, любовница Роджера
- Барри Стэнтон — епископ
- Конрад Асквит — Лодвик
- Фелим Макдермотт — Джестер
- Каспар де ла Мар — Сэм Тиммонс Карпентер
- Сесиль Хоббс — Мейбл
- Габриэль Рейди — Лили
- Стивен Паллистер — Джек Раннел

Хотя знакомые персонажи Маленький Джон, отец Тук, Уилл Скарлет и Миллер появляются в этой версии, традиционные шериф Ноттингемский и Гай Гисборн были заменены на оригинальных антагонистов. Барон Дагер занимает в интриге место шерифа как алчный сборщик налогов (хотя в этой версии он изначально друг Робина), и Фолкейнет заменяет Гая Гисборна как жестокий, мстительный рыцарь.

## Исторический реализм
В отличие от прежнего средневекового фэнтези режиссёры явно рассчитывали, что эта версия сказки о Робине Гуде будет более жёстким, реалистичным и исторически достоверным изложением известной легенды, чем типичная глянцевая и романтизированная Голливудом картина «старой доброй Англии». Средневековый мир, показанный здесь, тёмный, грязный и опасный.
Он был снят на натуре в замке Пекфортон в графстве Чешир, здание викторианской эпохи было построено в средневековом стиле между 1842 и 1851 годами. Некоторые съемки были также произведены в холмах и лесах Фродшема в графстве Чешир.